# Timiriaseviinae
Timiriaseviinae is een onderfamilie van kreeftachtigen uit de klasse van de Ostracoda (mosselkreeftjes).

## Geslacht
- Gomphocythere Sars, 1924